# Willem Jozef Marie Berger
Willem Jozef Marie Berger ('s-Gravenhage, 8 juli 1921 – Maastricht, 4 februari 1988) was een Nederlands jurist en procureur-generaal bij de Hoge Raad der Nederlanden.

## Familie
Berger was lid van de patriciaatsfamilie Berger en een zoon van mr. Willem Jozef Berger (1883-1953), ook procureur-generaal bij de Hoge Raad, en Maria Joanna Josephina de Nerée tot Babberich (1890-1983), lid van de familie De Nerée. Hij was een broer van Engelandvaarder Bernard Marie Berger (1919-1944). Hij trouwde in 1948 met pianiste Thérèse Antoinette Assisia Maria van Sonsbeeck (1926-1989), dochter van Willem van Sonsbeeck (1877-1969), commissaris van de Koningin van Limburg, met wie hij twee dochters kreeg.

## Loopbaan
Berger studeerde van 1939 tot 1948 rechten aan de Universiteit Leiden. Daarna werd hij advocaat te Rotterdam, vanaf 1952 was hij rechtbankgriffier. Vanaf 1956 was hij rechter te Maastricht, vanaf 1963 president van het Hof van Justitie van de Nederlandse Antillen, vanaf 1965 ook president van de krijgsraad daar. Per 27 augustus 1966 werd hij benoemd tot advocaat-generaal bij de Hoge Raad, vanaf 25 juli 1979 was hij daar procureur-generaal wat hij bleef tot zijn overlijden.

## Polemiek met Yvonne Keuls
In Annie Berber en het verdriet van een tedere crimineel uit 1985 beschrijft Yvonne Keuls de levensloop van een schandknaap. Dit verhaal was mede geïnspireerd op de activiteiten van een pedofiele kinderrechter. Berger verklaarde hierop dat de aangifte tegen de betrokken rechter was geseponeerd, onder andere omdat de feiten "bijna verjaard" waren. Zij verwoordde haar kritiek op Berger in haar boek De arrogantie van de macht (1986).

## Onderscheidingen
- Commandeur in de Orde van de Nederlandse Leeuw
- Commandeur in de Orde van Oranje-Nassau